# 過境外交
過境外交，是中華民國與美國間的一種特殊外交手法，台灣正副總統及高級政府官員，在專程訪問第三國的途中，以中停為理由，對美國進行非正式會面與討論，增進台美關係。美國國務院批准過境美國期間的停留城市，停留時間與活動範圍，以及中華人民共和國政府的抗議聲明，長期被認為是嗅聞美國、台灣與中華人民共和國三方關係重要的指標。
在台美斷交之後，基於遵守一個中國政策，美國不承認與中華民國之間有正式外交關係。利用這個外交手法，美國與台灣可以在沒有正式官方外交闗係下，進行實質性的外交往來，避免來自中華人民共和國的壓力。過境外交手法始於李登輝總統任內，在陳水扁總統任內形成外交慣例，馬英九總統任內也進行過數次過境外交。在蔡英文總統任內，過境外交的待遇獲得大幅度提升。
中華人民共和國長期反對台灣進行過境外交，甚至批評這是意圖推動兩個中國與一中一台的台獨行為。

## 概論
美國與中华人民共和国於1978年簽署聯合公報，於1979年元旦起，終止與中華民國之邦交、撤銷對臺北政府之外交承认，與中華人民共和建立正式外交關係。基於台灣關係法與六項保證，美國仍然對台灣政府提供一定程度支持，但在正式場合中，美國承認中華人民共和國為中國唯一合法代表。如何在中華人民共和國政府的壓力下，與台灣保持良好關係，成為美國與台灣雙方長期的難題。
因為中華人民共和國的一個中國原則，美國與台灣之間有不能出現正式外交往來的限制。中華民國方面不專程到訪美國，而是對外訪問時（通常是中南美洲國家），在一般會經過的美國領土短暫過夜停留，以飛機加油與航機組調休為理由，在境內正好與美國的一些政界人物巧遇「寒暄」，意即進行非正式對外訪問的目的，成為外交上的一種妥協與默契。進行過境外交之前，美國政府與台灣政府之間會先進行私下協商，討論好經停城市，入境理由，入境活動範圍等，以達成共識。共識的內容，也會在正式訪問的行程計畫中提及飛機中停，非正式的先透露給中華人民共和國政府，以減低誤判風險或是壓力等。
美國國務院府長期以來一直有不允許台灣現任正副總統、行政院長、外交部長與國防部長等5人，進入美國華盛頓哥倫比亞特區的不成文慣例。因此，在美國東岸，訪問城市以紐約市為首選。在美國西岸，則有夏威夷、阿拉斯加、舊金山與洛杉磯等城市可選擇。
美國通常會限制，比如設定「過境時間」，在24小時以內以中轉名義停留，或是限制台灣使節團的活動範圍只能在許可區域內，也會限制美國及台灣記者的訪問活動與報導內容。現在這些限制在蔡英文總統任內被大幅度放寬，被認為是台美闗係改善的代表。

## 歷史
過境外交始於李登輝總統任內。1994年，李登輝對中南美洲及非洲的中華民國友邦進行例行外交訪問，申請訪問回程時，過境美國夏威夷，短暫休息。基於一個中國政策，美國國務院拒絕核發入境簽證，只同意專機在美國空軍機場落地加油，不允許專機在美國過夜。在飛機落地後，美國國務院安排李登輝總統至美國空軍基地會客室休息，由美國空軍上尉接待。李登輝總統拒絕離開飛機，作為抗議，並在飛機上穿著非正式服裝，接見美國在臺協會理事主席白樂崎（Natale Hans Bellocchi），以口頭表示對美國政府安排的不滿。在新聞報導此事件後，美國國會議員在質詢中，批評美國柯林頓總統對中國態度過於軟弱。利用當時美國輿論支持，李登輝總統申請於1995年以私人身份訪問康乃爾大學。美國總統柯林頓為緩解輿論與國會壓力，同意這次訪問，被外界視為是台美關係的一大突破。1997年，李登輝總統於訪問巴拿馬之前，再度提出申請，去程於夏威夷過境，這次申請獲得美國政府批准。李登輝總統在停留2天期間，前往拜訪張學良，建立首次成功的過境外交先例。
在陳水扁總統上任後，於2000年出訪多明尼加，過境美國洛杉磯，此後過境外交逐漸成為慣例。但也有失敗案例，如2006年，陳水扁總統出訪巴拉圭等國，原訂至美國阿拉斯加州安克拉治市過境，因故取消，在途中發生預備過境黎巴嫰遭拒絕等事件。

## 历次过境外交行程列表

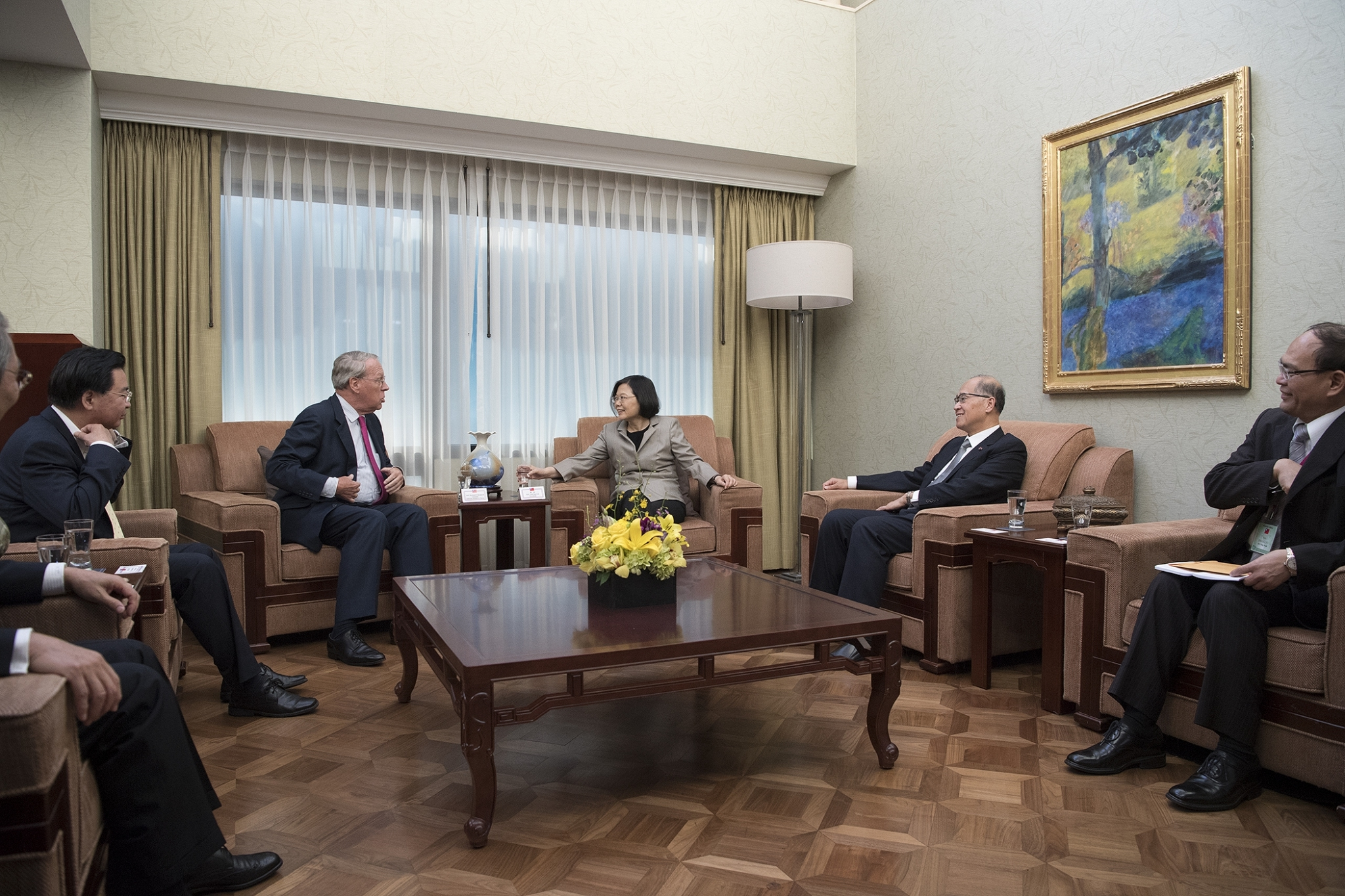
蔡英文總統2016年在洛杉磯停留期間與美國在台協會理事主席薄瑞光舉行會晤

| 年份   | 总统   | 地点           | 行程到访国家                                                           | 具体行程                                                                     | 参考资料      |
| ------ | ------ | -------------- | ---------------------------------------------------------------------- | ---------------------------------------------------------------------------- | ------------- |
| 1997年 | 李登辉 | 夏威夷         | 巴拿馬、宏都拉斯、薩爾瓦多、巴拉圭                                     | 會見夏威夷前州長喬治·有吉和美國在台協會主席卜睿哲                            | [ 7 ]         |
| 2000年 | 陈水扁 | 洛杉矶         |                                                                        | 與眾議院議員達納·羅拉巴克會面                                                | [ 8 ]         |
| 2005年 | 陈水扁 | 迈阿密         | 多明尼加共和國、瓜地馬拉、尼加拉瓜、聖基茨和尼維斯、聖文森和格林納丁斯 |                                                                              | [ 9 ]         |
| 2007年 | 陈水扁 | 安克拉治       | 宏都拉斯                                                               |                                                                              | [ 10 ] [ 11 ] |
| 2014年 | 马英九 | 洛杉矶         | 聖多美普林西比、布吉納法索、宏都拉斯                                   |                                                                              | [ 12 ]        |
| 2016年 | 蔡英文 | 迈阿密、洛杉矶 | 巴拿馬、巴拉圭                                                         |                                                                              | [ 13 ]        |
| 2017年 | 蔡英文 | 休斯敦、旧金山 | 宏都拉斯、尼加拉瓜、瓜地馬拉、薩爾瓦多                                 | 會見德克薩斯州联邦參議員泰德·克魯茲和州長格雷格·阿博特                       | [ 14 ]        |
| 2017年 | 蔡英文 | 檀香山、關島   | 馬紹爾群島、吐瓦魯、索羅門群島                                         | 參觀亞利桑那號戰艦紀念館並會見關島总督艾迪·巴薩·卡爾沃                       | [ 15 ]        |
| 2019年 | 蔡英文 | 夏威夷         | 帛琉、諾魯、馬紹爾群島                                                 |                                                                              | [ 16 ]        |
| 2019年 | 蔡英文 | 纽约市、丹佛   | 海地、聖克里斯多福及尼維斯、聖文森和格林納丁斯、聖露西亞               | 會見科羅拉多州州長賈雷德·波利斯並參觀美國國家大氣研究中心                    | [ 17 ]        |
| 2023年 | 蔡英文 | 纽约市、西米谷 | 瓜地馬拉、貝里斯                                                       | 在紐約會見眾議院少數黨領袖哈基姆·傑弗里斯、在西米谷會見眾議院議長凱文·麥卡錫 | [ 18 ]        |
| 2024年 | 赖清德 | 关岛、夏威夷   | 馬紹爾群島、吐瓦魯、帛琉                                               | 會見夏威夷州長乔希·格林                                                      | [ 19 ] [ 20 ] |